# Lega Nazionale C (tennistavolo)
La Lega Nazionale C è la terza divisione su 9 del campionato svizzero maschile di tennistavolo.

## Storia

### Denominazioni
- dal ????: Lega Nazionale C